# Mülleimer-Modell
Mit Mülleimer-Modell (englisch Garbage Can Model, Garbage Can Theory) bezeichnen Michael Cohen, James G. March und Johan P. Olsen eine modellhafte Beschreibung des Entscheidungsverhaltens von Organisationen. Das Modell war eine Reaktion auf rationale und politische (Wert-rationale) Entscheidungsfindungsmodelle für das strategische Management, die nach Ansicht von Cohen et al. Entscheidungsverhalten in einer komplexen, ambivalenten und sich dauernd ändernden Welt unzureichend dokumentierten, indem sie zu sehr auf rationalen Entscheidungsträgern und klaren Strukturen aufbauten.

## Hauptvertreter
Michael Cohen, James March und Johan Olsen beschrieben 1972 das Mülleimer-Modell zum ersten Mal. 1984 wurde es von John W. Kingdon adaptiert.

## Das Modell
Cohen, March und Olsen nennen als erstes Beispiel für die modellhafte Beschreibung des Entscheidungsverhaltens die Universität als organisierte Anarchie, die durch drei Punkte gekennzeichnet ist.
1. Problematic preferences: Die Definition des Problems und die Ziele sind unklar. Die Akteure erkennen ihre Präferenzen erst spät im Prozess und/oder wechseln ihre Präferenzen mehrmals.
2. Unclear technology: Die Akteure kennen die organisatorischen Regelungen und Strukturen der Entscheidungsprozesse zu wenig. Sie haben nur ein rudimentäres Verständnis davon, welche Mittel welche Zwecke erfüllen. Es ist wahrscheinlich, dass Akteure durch Ausprobieren lernen, aber nicht die zugrundeliegenden Ursachen für das Funktionieren von Mitteln begreifen.
3. Fluid participation: Die Mitglieder von Entscheidungsgremien wechseln, und das Engagement der Beteiligten hängt von ihrer Energie, ihrem Interesse und Beschränkungen ihrer zeitlichen Möglichkeiten ab. Zudem werden bestimmte Themen wiederholt diskutiert.

Aus dem Zusammenspiel von diesen drei Faktoren ergeben sich Situationen, die bestimmte Entscheidungen begünstigen.
Kennzeichnend für diese Organisationsentscheidungen sind nach Cohen vier voneinander unabhängige, dynamische Ströme:
- Probleme
- Lösungen
- Teilnehmer
- Entscheidungsgelegenheiten

Laut dem Garbage-Can-Modell treffen diese vier Ströme bei einem Entscheidungsprozess in einem stochastischen Treffen aufeinander, sodass Entscheidungen nicht das Resultat von rationaler Analyse sind, sondern den zufälligen Zusammenfluss der vier Ströme darstellen. Der Begriff Strom soll hier verdeutlichen, dass diese Prozesse ständig in Bewegung sind. Es können zum Beispiel schon Lösungen für Probleme existieren, die noch gar nicht aufgetreten sind.

## Folgen des Modells für Unternehmen
1. Agenda Setting ist eine Voraussetzung zur Durchsetzung unternehmerischer Ziele.
2. Unternehmen benötigen (Führungs-)Eliten, die klare Ideen zum richtigen Zeitpunkt haben.
3. Unternehmen benötigen aber auch Bürokraten, die diese Ideen in der Praxis umsetzen.

## Adaption des Modells durch Kingdon
In der Adaption von John Kingdon, dem Multiple-Streams-Ansatz, hat das Modell nur noch drei Ströme:
- Problems (~ Probleme)
- Policies (~Richtlinien und Regeln)
- Politics (~Firmen- und Geschäftspolitik)

Unter Policies werden Strategien zur Verbindung von Problemen und Lösungen verstanden. Die Politics definieren die Kombination aus Teilnehmern und Entscheidungsgelegenheiten. Dabei kann es aus psychologischer Perspektive zu Problemen kommen. Zum einen werden Entscheidungen kollektiv getroffen, jedoch wechseln die Teilnehmer der Gremien ständig. Weiter haben die Mitglieder der Gremien oft nur ihren eigenen Funktionsbereich im Blick und wissen sehr wenig über die Gesamtorganisation, da viele Funktionsbereiche kaum miteinander kommunizieren. Viele Entscheidungsträger verfügen nicht über vollständige entscheidungsrelevante Information. Es kommt also nur dann zu einer Entscheidung, wenn die Ströme kurzzeitig zueinander kompatibel sind. Gelingt diese Kompatibilität jedoch nicht, ruht der Inhalt weiter in der Mülltonne.